# انوه
 انوه (بالفارسية: اَنْوِه) هي قرية تتبع البلدة المركزية من توابع مدينة بستك وتقع في محافظة هرمزغان في جنوب إيران. في تعداد عام 2006، بلغ عدد سكانها 1,050 من أصل 197 عائلة.